# Calitri
Calitri – miejscowość i gmina we Włoszech, w regionie Kampania, w prowincji Avellino.
Według danych na 1 stycznia 2022 roku gminę zamieszkiwały 4274 osoby (2055 mężczyzn i 2219 kobiet).
W Calitri urodził się Giovanni DeCecca.